# Euprenolepis stigmatica
Euprenolepis stigmatica är en myrart som först beskrevs av Mann 1919.  Euprenolepis stigmatica ingår i släktet Euprenolepis och familjen myror. Inga underarter finns listade i Catalogue of Life.